# ヴィリ (ルーシ)
ヴィリ（ロシア語: Вырьは現ウクライナ・スームィ州内のヴィル川沿いにかつて存在していた、キエフ・ルーシ期の都市である。
ヴィリは『イパーチー年代記』あるいは『モノマフ公の庭訓(ru)』において、キエフ大公イジャスラフと、ダヴィド家(ru)・オレグ家(ru)との紛争に関する記述の中に言及されている。すなわち、オレグ家の軍勢による包囲に対し、ヴィリの住人はキエフ大公への忠義を貫き防戦したため、オレグ家勢はヴィヤハニへの撤退を余儀なくされたという記述である。
また、ヴィリはアラブの歴史家イドリースィーがフィラと呼んでいる箇所ではないかという仮説がある。
おそらく、ヴィリはモンゴルのルーシ侵攻期の1239年に破壊された。現在、ビロピッリャ(ru)近郊の、ヴィル川とクルィハ川の合流地点には、中世の城址が残されている。